# Альбедо
Альбе́до (от лат. albus «белый») — характеристика диффузной отражательной способности поверхности.
Значение альбедо для данной длины волны или диапазона длин волн зависит от спектральных характеристик отражающей поверхности, поэтому альбедо отличается для разных спектральных диапазонов (оптическое, ультрафиолетовое, инфракрасное альбедо) или длин волн (монохроматические альбедо).
В зависимости от геометрии отражающей поверхности в оптике и астрономии различают несколько видов альбедо.
Диффузное отражение света различными видами поверхности может показываться в %, для сравнения.

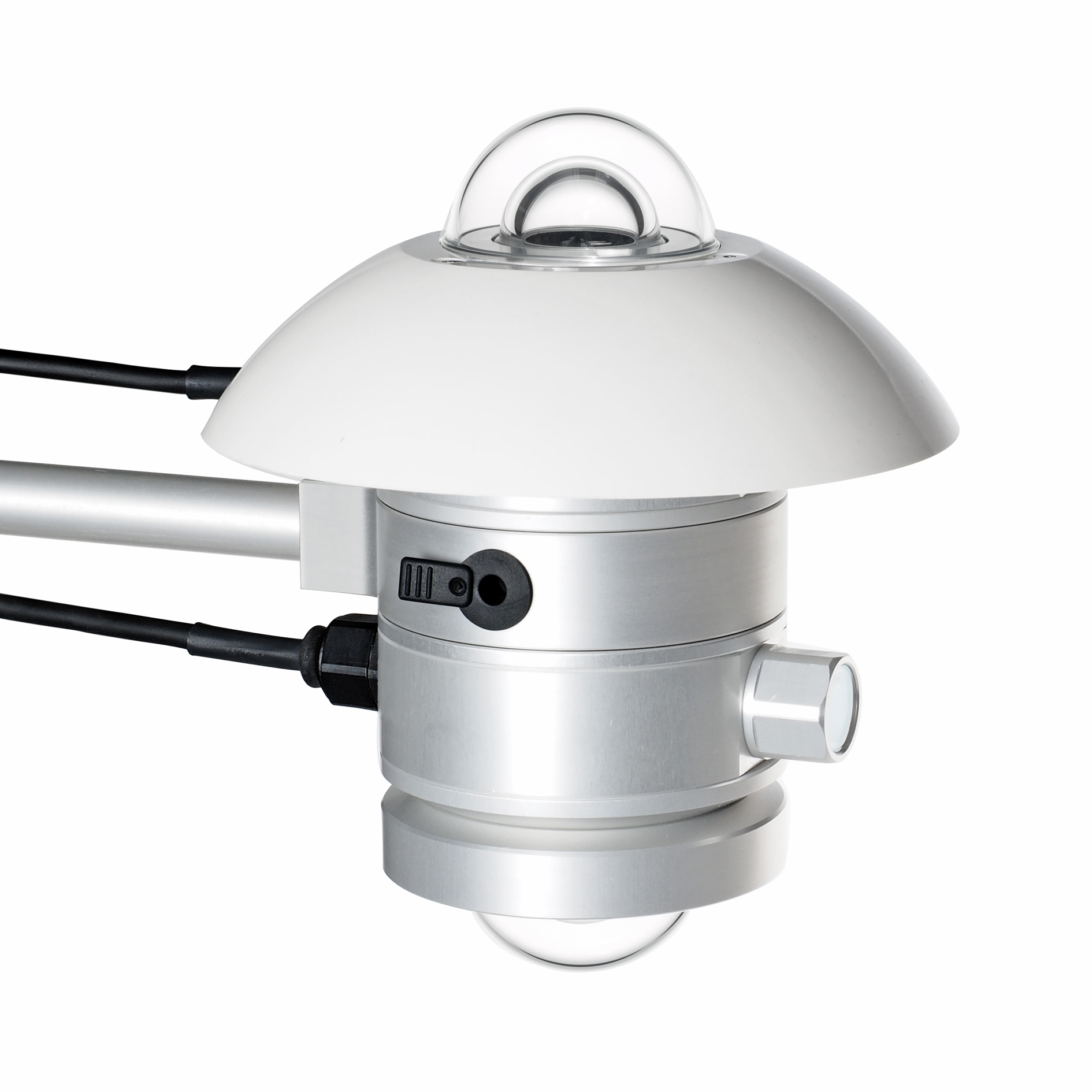
Альбедометр SRA11

## Ламбертово (истинное, плоское) альбедо
Ламбертово (истинное, плоское) альбедо — коэффициент диффузного отражения, то есть отношение светового потока, рассеянного плоским элементом поверхности во всех направлениях, к потоку, падающему на этот элемент. Обычно определяется с помощью специального фотометрического прибора — альбедометра.
В случае освещения и наблюдения, нормальных к поверхности, истинное альбедо называют нормальным.
Нормальное альбедо чистого снега составляет ~0,9, древесного угля ~0,04.

## Геометрическое альбедо
В планетной фотометрии применяют понятие геометрического альбедо: {\displaystyle A_{\Gamma }=E_{0}/E_{\text{Л}}}, где {\displaystyle E_{0}} — освещённость на Земле, создаваемая планетой, когда она находится в полной фазе, {\displaystyle E_{\text{Л}}}— освещённость, которую создал бы на Земле плоский ламбертовский абсолютно белый экран того же размера, что и планета, отнесённый на её место и расположенный перпендикулярно лучу зрения (экран Ламберта рассеивает падающее излучение одинаково во всех направлениях).
Геометрическое альбедо, в отличие от плоского и сферического, может превышать единицу (случай, когда в сторону источника излучение отражается особенно сильно). Так, у Энцелада при λ = 550 нм оно составляет 1,375 ± 0,008. У ламбертовой сферы (сферы, отражающей всё излучение и с одинаковой интенсивностью во всех направлениях) геометрическое альбедо равно лишь 2/3 (тогда как сферическое — 1).
Геометрическое оптическое альбедо Земли — 0,367, Луны — 0,12.

## Бондовское и сферическое альбедо
Сферическое альбедо {\displaystyle A_{C}} определяется как отношение светового потока, рассеянного телом во всех направлениях, к потоку, падающему на это тело. Может быть определено и для некоторого диапазона длин волн, и для всего спектра.
Сферическое альбедо для всего спектра излучения называется альбедо Бонда. Впрочем, и бондовским, и сферическим альбедо иногда называют величину, относящуюся к определённому диапазону, а иногда — величину для всего спектра. Поэтому для однозначности последнюю называют болометрическим альбедо Бонда.
Если сферическое альбедо тела на всех длинах волн одинаково, оно равно бондовскому, а последнее не зависит от спектра источника света. В общем же случае такая зависимость существует. Альбедо Бонда тесно связано с энергетическим балансом небесного тела и температурой на нём.
Связь сферического и геометрического альбедо:
{\displaystyle A_{C}=A_{\Gamma }\cdot Q~,}
где:
{\displaystyle A_{\Gamma }} — геометрическое альбедо;
{\displaystyle Q} — фазовый интеграл, равный {\displaystyle \textstyle 2\int \limits _{0}^{\pi }\Phi (\alpha )\sin(\alpha )d\alpha ~,}
где:
{\displaystyle \alpha } — фазовый угол (угол между направлениями от объекта на Солнце и на наблюдателя; равен 0, если объект в полной фазе);
{\displaystyle \Phi (\alpha )} — фазовая функция: отношение освещённости, создаваемой телом в данном направлении, к создаваемой в направлении {\displaystyle \alpha =0} (в сторону источника).
При ламбертовском (изотропном) рассеянии Q = 3/2, а при рэлеевском — 4/3.
Бондовское альбедо Земли — около 0,29, Луны — 0,067.
| Планета  | Геометрическое альбедо | Сферическое альбедо |
| -------- | ---------------------- | ------------------- |
| Меркурий | 0,106                  | 0,119               |
| Венера   | 0,65                   | 0,76                |
| Земля    | 0,367                  | 0,306               |
| Луна     | 0,12                   | 0,067               |
| Марс     | 0,15                   | 0,16                |
| Юпитер   | 0,52                   | 0,343               |
| Сатурн   | 0,47                   | 0,342               |
| Уран     | 0,51                   | 0,3                 |
| Нептун   | 0,41                   | 0,29                |
| Плутон   | 0,6                    | 0,5                 |